# R級駆逐艦 (初代)
R級駆逐艦（英語: R-class destroyer）は、イギリス海軍の駆逐艦の艦級。基本となるアドミラルティR級と、特型としてのソーニクロフトR級、改良型としてのアドミラルティ改R級がある。またヤーロウ後期M級も本級に含められる場合もある。

## 来歴
最初期の水雷艇駆逐艦はレシプロ蒸気機関を搭載していたが、早々に性能的な限界を露呈したことから、1897年度の「ヴァイパー」などで直結タービンを試験採用したのち、1905年度のF級より本格採用した。しかしこちらも出力の伝達効率などに限界があり、歯車減速機の採用が指向された。
まず1910年度のI級パーソンズ特型でセミ・ギヤード・タービンが試験的に搭載されたのち、1913年度のL級パーソンズ特型でオール・ギヤード・タービンが採用された。そしてその実績を踏まえて、1915年7月、海軍本部は、以降の駆逐艦はすべてオール・ギヤード・タービンの2軸推進艦とすることを決定した。これを受けて、初のオール・ギヤード・タービン量産艦として、1915年度より建造を開始したのが本級である。

## 設計
いずれも基本的な艦容はアドミラルティM級と類似し、船首楼船型に3本煙突となっている（ヤーロウ後期M級は2本煙突）。しかし艦首は傾斜型となり、船首楼甲板は増高、2・3番砲をプラットフォーム上に架して設置するなど、各所に改良が施された。ソーニクロフトR級は、アドミラルティR級よりも排水量がやや小さく、2番煙突の断面が楕円形である。またアドミラルティ改R級では、荒天中でも行動できるよう船体を強化するとともに、艦橋を極力後方に下げた結果、船首楼甲板よりも後方にずれて第1煙突と近くなっている。
上記の経緯より、主機としては、パーソンズ式またはブラウン・カーチス式のオール・ギヤード・タービンが採用された。これは、高圧、低圧タービンの両方を歯車減速機を介して推進軸に結合するものであり、エネルギー変換効率が著しく向上したことから、M級と比較して、燃費は18ノットで15パーセント減、25ノットで28パーセント減となり、航続距離は著しく延伸された。ソーニクロフトR級の最終艦「ティーザー」は、1917年7月の海上公試で、34,237馬力、40.44ノットを記録し、イギリス駆逐艦の最高速力となった。なおボイラーはM級と同様で、ヤーロウ式またはホワイト・フォスター式の重油専焼水管ボイラーを3缶搭載した。
一方、ヤーロウ後期M級は、諸元・性能的にはR級と共通するが、ボイラーはヤーロウ式重油専焼水管ボイラー4缶、主機はパーソンズ式直結タービンによる2軸推進となっている。

## 装備
艦砲は、10.2cm砲を3門搭載するという点ではM級と同様であるが、上記の通り、2・3番砲はプラットフォーム上に架して設置された。また装備砲も、アドミラルティR級とソーニクロフトR級、ヤーロウ後期M級ではL級以来のQF 4インチ砲Mk.IVが搭載されていたが、アドミラルティ改R級では、発射速度を増大し、45口径長に長砲身化するとともに仰角を増したMk.Vに更新された。また対空兵器としては、新型の39口径40mm高角機銃（QF 2ポンド・ポンポン砲）を搭載した。
水雷装備は、当初は従来の駆逐艦と同様に53.3cm連装魚雷発射管2基を搭載していた。その後、第一次世界大戦の戦訓を反映して、対潜兵器として爆雷投射機、また防雷具としてパラベーンが順次に搭載された。

## 同型艦
本級のほとんどは第一次世界大戦により戦没するか戦後に解体されたが、「レディアント」のみ1920年にタイ海軍に売却されて「プラ・ルアン」として再就役し、退役後も2000年頃までは展示されていた。
アドミラルティR級
- ラドストック（HMS Radstock）
- レイダー（HMS Raider）
- ソーセレス（HMS Sorceress）
- トレント（HMS Torrent）
- トリッド（HMS Torrid）
- ラマラ（HMS Romola）
- ローナ（HMS Rowena）
- レストリス（HMS Restless）
- リガラス（HMS Rigorous）
- シムーン（HMS Simoon）
- スケイト（HMS Skate）
- ターポン（HMS Tarpon）
- チレマカス（HMS Telemachus）
- ロケット（HMS Rocket）
- ロブ・ロイ（HMS Rob Roy）
- レッドガントリット（HMS Redgauntlet）
- レダウト（HMS Redoubt）
- リクルート（HMS Recruit）
- スタージョン（HMS Sturgeon）
- セプター（HMS Sceptre）
- ターメンター（HMS Tormentor）
- トーネード（HMS Tornado）
- サーモン（HMS Salmon）
- シルフ（HMS Sylph）
- スキルフル（HMS Skilful）
- スプリングボック（HMS Springbok）
- ティトラーク（HMS Tetrach）
- テネセス（HMS Tenacious）
- サーピドン（HMS Sarpedon）
- スターフィッシュ（HMS Starfish）
- ストーク（HMS Stork）
- シズピ（HMS Thisbe）
- スラスター（HMS Thruster）
- セイブル（HMS Sable）
- セッター（HMS Setter）
- セイター（HMS Satyr）
- シャープシューター（HMS Sharpshooter）
- タンクレッド（HMS Tancred）
- テンペスト（HMS Tempest）

アドミラルティ改R級
- アルスター（HMS Ulster）
- アンダイン（HMS Undine）
- タワー（HMS Tower）
- トレンチャント（HMS Trenchant）
- トリストラム（HMS Tristram）
- タイレイド（HMS Tirade）
- アースラ（HMS Ursula）
- ユリシーズ（HMS Ulysses）
- アンパイヤ（HMS Umpire）
- アーチン（HMS Urchin）
- アーサ（HMS Ursa）

ソーニクロフトR級
前期型
- ロザリンド（HMS Rosalind）
- レディアント（HMS Radiant）
- リトリーヴァー（HMS Retriever）

後期型
- トーラス（HMS Taurus）
- ティーザー（HMS Teazer）

ヤーロウ後期M級
- サブリーナ（HMS Sabrina）
- ストロングボウ（HMS Strongbow）
- サープライズ（HMS Surprise）
- シビル（HMS Sybille）
- トラックレント（HMS Truculent）
- タイラント（HMS Tyrant）
- アリスウォータ（HMS Ulleswater）